# Gieorgij Moskalenko
Gieorgij Wasiljewicz Moskalenko (ros. Георгий Васильевич Москаленко, ur. 17 lutego 1918 we wsi Piskunowskoje obecnie w Kraju Krasnodarskim, zm. 18 listopada 1991 w Rostowie nad Donem) – radziecki lotnik wojskowy, podpułkownik, Bohater Związku Radzieckiego (1942).

## Życiorys
Urodził się w rodzinie robotniczej. Skończył 7 klas, pracował w Piatigorsku, uczył się w aeroklubie w Stawropolu, od 1938 służył w marynarce wojennej ZSRR. W 1940 ukończył wojskowo-morską szkołę lotniczą w Jejsku, od czerwca 1941 uczestniczył w wojnie z Niemcami, był dowódcą klucza 6 gwardyjskiego pułku lotnictwa myśliwskiego 62 Brygady Lotniczej Wojskowych Sił Powietrznych Floty Czarnomorskiej w stopniu starszego porucznika, szczególnie wyróżnił się przy obronie Odessy i Sewastopola. Do czerwca 1942 wykonał 263 loty bojowe, biorąc udział w 87 walkach powietrznych; strącił dwa samoloty, zatopił trzy okręty i zniszczył wiele innej techniki wroga. W 1947 ukończył wyższe kursy oficerskie Sił Wojskowo-Morskich, w 1957 został zwolniony do rezerwy w stopniu podpułkownika. Pracował w porcie lotniczym lotnictwa cywilnego.

## Odznaczenia
- Złota Gwiazda Bohatera Związku Radzieckiego (14 czerwca 1942)[1]
- Order Lenina
- Order Czerwonego Sztandaru (dwukrotnie)
- Order Aleksandra Newskiego
- Order Wojny Ojczyźnianej I klasy
- Order Wojny Ojczyźnianej II klasy
- Order Czerwonej Gwiazdy

I medale.